# WRC: FIA World Rally Championship
WRC: FIA World Rally Championship es un videojuego de carreras de coches basado en la temporada 2010 del World Rally Championship (WRC). Es el primer juego con licencia oficial del WRC desde WRC: Rally Evolved de 2005, y es el séptimo juego en llevar la licencia WRC. El juego fue desarrollado por Milestone Srl y publicado por Black Bean Games. El desarrollador también había creado Superstars V8 Racing y Alfa Romeo Racing Italiano.
Cuenta con los coches, pilotos y copilotos oficiales de la temporada 2010 y de las tres clases de apoyo: Production World Rally Championship, WRC 2 y Campeonato Mundial de Rally Junior. Por lo tanto, el juego incluye 13 rallyes, incluido el Rally de Finlandia y el Rally de Portugal. Se incluyen 550 km de etapas, divididos en 78 etapas especiales.
También hay un paquete de autos descargable con muchos autos de rally del Grupo B de la década de 1980 disponible a través de Xbox Live Marketplace y PlayStation Store.
Los modelos de coches contienen alrededor de 50.000 polígonos. La versión para PC del juego no admite el modo LAN multijugador, admite un solo jugador, un modo de fiesta en la misma PC y multijugador en línea con una cuenta de GameSpy.

## Recepción
El juego recibió "críticas mixtas o promedio" en todas las plataformas, según el sitio web de Metacritic. Llegó al número 9 en las listas de ventas del Reino Unido. En Japón, donde el juego fue portado y publicado por Cyberfront el 14 de abril de 2011, Famitsu le dio a las versiones de PlayStation 3 y Xbox 360 una puntuación de los cuatro sietes para un total de 28 de 40.